# Belles-Forêts
Belles-Forêts – miejscowość i gmina we Francji, w regionie Grand Est, w departamencie Mozela.
Według danych na rok 1990 gminę zamieszkiwały 242 osoby, a gęstość zaludnienia wynosiła 9 osób/km² (wśród 2335 gmin Lotaryngii Belles-Forêts plasuje się na 805. miejscu pod względem liczby ludności, natomiast pod względem powierzchni na miejscu 87.).